# Список членов Директории (Французская революция)
Исполнительная директория (фр. Directoire exécutif) — правительство первой Французской республики по конституции III года, принятой Национальным конвентом в 1795 году во время последнего периода Великой Французской революции — с 26 октября 1795 (4 брюмера IV года) до 9 ноября 1799 (18 брюмера VIII года). Состояла из 5 членов (фр. membres du Directoire) (Конституция III года, артикль 132). Кворум заседания директории составлял 3 члена (Конст., арт. 142). Кандидаты в члены Исполнительной директории должны были выдвигаться Советом пятисот и избираться Советом старейшин, сроком на 5 лет, без права переизбрания (Конст., арт. 132, 133, 137 и 138). Членами Исполнительной директории могли быть граждане старше 40 лет, являющиеся членами законодательного корпуса или министрами. Каждый член Исполнительной директории являлся её президентом (фр. président du Directoire) по очереди в течение трёх месяцев (Конст., арт. 141), при этом правил для избрания президента не было установлено. Этот пост имел церемониальный характер и не давал дополнительных полномочий, кроме хранения печати, права публичных выступлений на национальных праздниках и первой подписи на документах, принятых Директорией.
После переворота 18 брюмера VIII года (9 ноября 1799 года) директория была лишена власти, с установлением нового политического режима (консулата) во главе с Наполеоном Бонапартом.
Использованная в первых столбцах таблиц нумерация является условной. Для удобства список приведён в трёх видах: в порядке избрания (), в виде изменений составов коллегиального органа
() и дополнительного списка президентов Директории в порядке исполнения этих полномочий ().

## Список членов Директории
Приведённый ниже список включает членов Директории, указанных в порядке их выбора (или кооптации) в состав этого органа.
|        | Портрет | Имя (годы жизни) | Полномочия       | Полномочия      | Политическая группа | Пр.    |
| Начало | Портрет | Имя (годы жизни) | Окончание        |                 | Политическая группа | Пр.    |
| ------ | ------- | --- | ---------------- | --------------- | ------------------- | ------ |
| 1      |         | Поль-Франсуа-Жан-Никола, виконт де Баррас (1755—1829) фр. Paul François Jean Nicolas, vicomte de Barras                                       | 2 ноября 1795    | 10 ноября 1799  | Термидорианцы       | [ 7 ]  |
| 2      |         | Жан-Франсуа Рёбелль (1747–1807) фр. Jean-François Reubell                                                                                     | 2 ноября 1795    | 19 мая 1799     | Термидорианцы       | [ 8 ]  |
| 3      |         | Луи-Мари (де) Ла Ревельер-Лепо (1753—1824) фр. Louis-Marie (de) La Revellière-Lépeaux                                                         | 2 ноября 1795    | 18 июня 1799    | Термидорианцы       | [ 9 ]  |
| 4      |         | Этьен-Франсуа-Луи-Оноре Ле Турнёр (Ле Турнёр де ла Манш) (1751—1817) фр. Étienne-François-Louis-Honoré Le Tourneur (Le Tourneur de la Manche) | 2 ноября 1795    | 26 мая 1797     | независимый         | [ 10 ] |
| 5      |         | Лазар-Никола-Маргерит Карно (1753—1823) фр. Lazare-Nicolas-Marguerite Carnot                                                                  | 4 ноября 1795    | 5 сентября 1797 | Клуб Клиши          | [ 11 ] |
| 6      |         | Франсуа-Мари Бартелеми (1747–1830) фр. François-Marie Barthélemy                                                                              | 26 мая 1797      | 5 сентября 1797 | Клуб Клиши          | [ 12 ] |
| 7      |         | Филипп-Антуан Мерлен (1754—1838) фр. Philippe-Antoine Merlin                                                                                  | 10 сентября 1797 | 18 июня 1799    | Термидорианцы       | [ 13 ] |
| 8      |         | Никола-Луи-Франсуа де Нёфшато (1750–1828) фр. Nicolas-Louis François de Neufchâteau                                                           | 10 сентября 1797 | 20 мая 1798     | независимый         | [ 14 ] |
| 9      |         | Жан-Батист Трельяр (1742—1810) фр. Jean-Baptiste Treilhard                                                                                    | 20 мая 1798      | 17 июня 1799    | независимый         | [ 15 ] |
| 10     |         | Эммануэль-Жозеф Сийес (1748—1836) фр. Emmanuel-Joseph Sieyès                                                                                  | 20 мая 1799      | 10 ноября 1799  | независимый         | [ 16 ] |
| 11     |         | Луи-Жером Гойе (1746–1830) фр. Louis-Jérôme Gohier                                                                                            | 18 июня 1799     | 10 ноября 1799  | Монтаньяры          | [ 17 ] |
| 12     |         | Жан-Франсуа-Огюст Мулен (1752–1810) фр. Jean-François-Auguste Moulin                                                                          | 27 июня 1799     | 10 ноября 1799  | Монтаньяры          | [ 18 ] |
| 13     |         | Пьер-Роже Дюко (1747–1816) фр. Pierre-Roger Ducos                                                                                             | 1 июля 1799      | 10 ноября 1799  | Термидорианцы       | [ 19 ] |

## Изменение состава Директории
Приведены составы Директории как коллегиального органа, состоящего из 5 членов, в каждый текущий период её полномочий.
| Пять директоров, которые были выбраны 1 ноября 1795 года (отказавшегося от избрания Э.-Ж. Сийеса заменил по жребию Ле Турнёр).                                 |                              |                       |                             |                                    |
| Поль-Франсуа-Жан-Никола, виконт де Баррас | Луи-Мари де Ла Ревельер-Лепо | Жан-Франсуа Рёбелль   | Лазар-Никола-Маргерит Карно | Этьенн-Франсуа-Луи-Оноре Ле Турнёр |
| В мае 1797 года Ле Турнёр, назначенный ранее по жребию, был заменён Бартелеми.                                                                                 |                              |                       |                             |                                    |
| Поль-Франсуа-Жан-Никола, виконт де Баррас | Луи-Мари де Ла Ревельер-Лепо | Жан-Франсуа Рёбелль   | Лазар-Никола-Маргерит Карно | Франсуа-Мари Бартелеми             |
| После переворота 18 фрюктидора V года (4 сентября 1797 года), Бартелеми и Карно были отстранены и осуждены к изгнанию; их места заместили Мерлен и де Нёфшато. |                              |                       |                             |                                    |
| Поль-Франсуа-Жан-Никола, виконт де Баррас | Луи-Мари де Ла Ревельер-Лепо | Жан-Франсуа Рёбелль   | Филипп-Антуан Мерлен        | Никола-Луи-Франсуа де Нёфшато      |
| В мае 1798 года де Нёфшато по жребию был замещён Трельяром. |                              |                       |                             |                                    |
| Поль-Франсуа-Жан-Никола, виконт де Баррас | Луи-Мари де Ла Ревельер-Лепо | Жан-Франсуа Рёбелль   | Филипп-Антуан Мерлен        | Жан-Батист Трельяр                 |
| В мае 1799 года Рёбелль по жребию был замещён Сийесом. |                              |                       |                             |                                    |
| Поль-Франсуа-Жан-Никола, виконт де Баррас | Луи-Мари де Ла Ревельер-Лепо | Эммануэль-Жозеф Сийес | Филипп-Антуан Мерлен        | Жан-Батист Трельяр                 |
| В июне 1799 года выборы Трельяра были аннулированы за нарушения процедуры, его место занял Гойе.                                                               |                              |                       |                             |                                    |
| Поль-Франсуа-Жан-Никола, виконт де Баррас | Луи-Мари де Ла Ревельер-Лепо | Эммануэль-Жозеф Сийес | Филипп-Антуан Мерлен        | Луи-Жером Гойе                     |
| В июне 1799 года Ларевельер-Лепо и Мерлен были вынуждены уйти в отставку. Их места заняли Дюко и Мулен.                                                        |                              |                       |                             |                                    |
| Поль-Франсуа-Жан-Никола, виконт де Баррас | Пьер-Роже Дюко               | Эммануэль-Жозеф Сийес | Жан Франсуа Огюст Мулен     | Луи-Жером Гойе                     |
| После переворота 18 брюмера VIII года (9 ноября 1799 года), члены Директории подали в отставку.                                                                |                              |                       |                             |                                    |

## Президенты Директории
Члены Директории становились её президентами (фр. président du Directoire) по очереди на три месяца, однако правил для избрания на этот пост не было установлено, и трёхмесячный срок соблюдался не строго. Этот пост не давал дополнительных полномочий, кроме хранения печати и первой подписи на документах, принятых Директорией.
| №       | Портрет | Имя (годы жизни) | Полномочия       | Полномочия       | Пр.    |
| №       | Портрет | Имя (годы жизни) | Начало           | Окончание        | Пр.    |
| ------- | ------- | --- | ---------------- | ---------------- | ------ |
| 1 (I)   |         | Жан-Франсуа Рёбелль (1747–1807) фр. Jean-François Reubell                                                                                     | 2 ноября 1795    | 31 января 1796   | [ 8 ]  |
| 2 (I)   |         | Этьен-Франсуа-Луи-Оноре Ле Турнёр (Ле Турнёр де ла Манш) (1751—1817) фр. Étienne-François-Louis-Honoré Le Tourneur (Le Tourneur de la Manche) | 31 января 1796   | 30 апреля 1796   | [ 10 ] |
| 3 (I)   |         | Лазар-Никола-Маргерит Карно (1753–1823) фр. Lazare Nicolas Marguerite Carnot                                                                  | 30 апреля 1796   | 29 июля 1796     | [ 11 ] |
| 4 (I)   |         | Луи-Мари (де) Ла Ревельер-Лепо (1753—1824) фр. Louis-Marie (de) La Revellière-Lépeaux                                                         | 29 июля 1796     | 1 ноября 1796    | [ 9 ]  |
| 5 (I)   |         | Поль-Франсуа-Жан-Никола, виконт де Баррас (1755—1829) фр. Paul François Jean Nicolas, vicomte de Barras                                       | 1 ноября 1796    | 30 января 1797   | [ 7 ]  |
| 1 (II)  |         | Жан-Франсуа Рёбелль (1747–1807) фр. Jean-François Reubell                                                                                     | 30 января 1797   | 30 апреля 1797   | [ 8 ]  |
| 2 (II)  |         | Этьен-Франсуа-Луи-Оноре Ле Турнёр (Ле Турнёр де ла Манш) (1751—1817) фр. Étienne-François-Louis-Honoré Le Tourneur (Le Tourneur de la Manche) | 30 апреля 1797   | 26 мая 1797      | [ 10 ] |
| 3 (II)  |         | Лазар-Никола-Маргерит Карно (1753–1823) фр. Lazare Nicolas Marguerite Carnot                                                                  | 26 мая 1797      | 24 августа 1797  | [ 11 ] |
| 4 (II)  |         | Луи-Мари (де) Ла Ревельер-Лепо (1753—1824) фр. Louis-Marie (de) La Revellière-Lépeaux                                                         | 24 августа 1797  | 27 ноября 1797   | [ 9 ]  |
| 5 (II)  |         | Поль-Франсуа-Жан-Никола, виконт де Баррас (1747—1807) фр. Paul François Jean Nicolas, vicomte de Barras                                       | 27 ноября 1797   | 25 февраля 1798  | [ 7 ]  |
| 6 (I)   |         | Филипп-Антуан Мерлен (1754—1838) фр. Philippe-Antoine Merlin                                                                                  | 25 февраля 1798  | 26 мая 1798      | [ 13 ] |
| 1 (III) |         | Жан-Франсуа Рёбелль (1747–1807) фр. Jean-François Reubell                                                                                     | 26 мая 1798      | 24 августа 1798  | [ 8 ]  |
| 7       |         | Жан-Батист Трельяр (1742–1810) фр. Jean-Baptiste Treilhard                                                                                    | 24 августа 1798  | 27 ноября 1798   | [ 15 ] |
| 4 (III) |         | Луи-Мари (де) Ла Ревельер-Лепо (1753—1824) фр. Louis-Marie (de) La Revellière-Lépeaux                                                         | 27 ноября 1798   | 25 февраля 1799  | [ 9 ]  |
| 5 (III) |         | Поль-Франсуа-Жан-Никола, виконт де Баррас (1747—1807) фр. Paul François Jean Nicolas, vicomte de Barras                                       | 25 февраля 1799  | 26 мая 1799      | [ 7 ]  |
| 6 (II)  |         | Филипп-Антуан Мерлен (1754—1838) фр. Philippe-Antoine Merlin                                                                                  | 26 мая 1799      | 18 июня 1799     | [ 13 ] |
| 8       |         | Эммануэль-Жозеф Сийес (1748–1836) фр. Emmanuel Joseph Sieyès                                                                                  | 19 июня 1799     | 23 сентября 1799 | [ 16 ] |
| 9       |         | Луи-Жером Гойе (1746–1830) фр. Louis-Jérôme Gohier                                                                                            | 23 сентября 1799 | 10 ноября 1799   | [ 17 ] |